# Еланский район (Свердловская область)
Еланский район — административно-территориальная единица в составе Свердловской области РСФСР, существовавшая в 1935—1958 годах. Административный центр — село Елань.
Еланский район был образован 25 января 1935 года из части Краснополянского района. В его состав вошли Баженовский, Боровиковский, Городищенский, Еланский, Знаменский, Игнатьевский, Краснополянский, Черновский, Чубаровский и Шадринский сельсоветы.
18 июня 1954 года Игнатьевский с/с был присоединён к Еланскому. Чубаровский с/с был переименован в Меньшиковский, а Боровиковский с/с — в Нижнеиленский.
27 августа 1956 года Знаменский с/с был передан в Ирбитский район.
14 января 1958 года Еланский район был упразднён, а его территория объединена с Краснополянским районом в Байкаловский район.